# Милонас, Николай Спиридонович
Николай Спиридонович Милонас (1816—1890) — русский контр-адмирал.
Николай родился в многодетной греческой семье морского офицера Спиридона Ивановича Милонаса и его супруги Клары Ивановны Кортаци.
В восьмилетнем возрасте, 11 декабря 1828 года он был зачислен в Морской кадетский корпус и 12 августа 1832 года был произведён в гардемарины, в 1832—1834 годах участвовал в учебных плаваниях на корабле «Прохор» от Кронштадта до Ревеля и обратно. Окончил корпус 19 декабря 1834 года, с производством в чин мичмана и зачислением в 30-й флотский экипаж.
В 1835—1837 годах на шлюпе «Диана», бригах «Пегас» и «Меркурий» Николай Милонас участвовал в абхазской экспедиции. С 16 марта 1838 года состоял в 34-м флотском экипаже и на фрегате «Штандарт» перевозил десантные войска между Севастополем и Одессой; плавал у абхазских берегов, участвовал в десантной высадке при взятии местечка Шапсухо. За храбрость был награждён орденом Св. Анны 4-й степени. В 1839 году на корабле «Чесма» крейсировал у восточного берега Чёрного моря, потом на транспортном судне «Кинбурн» плавал в Азовском и Чёрном морях.
Был произведён в чин лейтенанта 14 апреля 1840 года. На фрегате «Тенедос» крейсировал у восточного берега Чёрного моря. Два года спустя на пароходе «Могучий» ходил по черноморским портам.
С 22 апреля 1842 года находился в 29-м флотском экипаже. В 1843—1846 годах на шхуне «Гонец», фрегате «Месемврия» и корабле «Селафаил» крейсировал у абхазских берегов, затем на транспортном судне «Рион» плавал по Днепровскому лиману и реке Буг. В 1847—1848 годах на фрегате «Браилов», корвете «Пилад» и корабле «Селафаил» крейсировал в Чёрном море.
В 1849 году на пароходах «Громоносец», «Бессарабия» и «Дарго» ходил по черноморским портам, затем на пароходе «Крым» плавал между Одессой и Константинополем.
Был переведён 16 ноября 1849 года в 38-й флотский экипаж с назначением командиром транспорта «Ялта»; 30 марта 1852 года произведён в чин капитан-лейтенанта; в 1852—1853 годах командуя транспортным судном «Гастагай», плавал по укреплениям черноморской береговой линии.
26 ноября 1854 был награждён «за 18 морских кампаний» орденом Св. Георгия 4-й степени. В 1855 году командовал судном «Гастагай» в Керченском проливе. В следующем году, командуя транспортным судном «Рион», плавал по черноморским портам. В 1857 году произведён в чин капитана 2-го ранга с увольнением для прохождения службы на коммерческих судах.
11 ноября 1864 года Николай Спиридонович вновь был принят на действительную службу, а в ноябре 1868 года произведён в чин капитана 1-го ранга. В марте 1876 года Милонас был произведён в чин контр-адмирала с увольнением со службы.